# Capitol Records
La Capitol Records è un'etichetta discografica di Los Angeles, negli Stati Uniti d'America. Fa parte del Capitol Music Group, comprendente numerose altre etichette, e dal 2012 anche dell'Universal Music Group.
La Capitol viene considerata la principale etichetta discografica della città.

## Storia
La Capitol Records venne fondata da Johnny Mercer, Buddy DeSylva e Glenn Wallichs nel 1942. Tra i primi artisti a lavorare per essa vi furono Johnnie Johnston, Morse, Jo Stafford, Pied Pipers, Tex Ritter, Tilton, Paul Weston, Whiteman e Margaret Whiting.
Nel 1949 la Capitol inaugurò una branca canadese e acquisì i KHJ Studios di Hollywood. Negli anni cinquanta l'etichetta iniziò a pubblicare la musica di The Jodimars, Gene Vincent e altri artisti rock and roll; vennero anche editi i dischi di comici come Stan Freberg, Johnny Standley e Mickey Katz. Importante fu il ruolo svolto dalla casa discografica di Los Angeles nella promozione di musicisti e cantanti jazz come Duke Ellington, Nat King Cole, Frank Sinatra e Miles Davis.
Dal 1955 al 2012 la Capitol fu di proprietà della EMI; in seguito diventerà parte delll'Universal Music Group. Nel 1979 si fuse con la Thorn Electrical Industries dando vita alla Thorn EMI.